# Settimana Ciclistica Lombarda 2005
La Settimana Ciclistica Lombarda 2005, trentacinquesima edizione della corsa, si svolse dal 7 al 10 aprile su un percorso di 276 km ripartiti in 3 tappe (la prima suddivisa in due semitappe), con partenza a Brignano Gera d'Adda e arrivo a Selvino. Fu vinta dall'italiano Riccardo Riccò, che all'epoca era ancora un dilettante Under-23, davanti al russo Alexander Efimkin e all'italiano Marco Osella.

## Tappe
| Tappa  | Data      | Percorso                                    | km   | Vincitore di tappa  | Leader cl. generale |
| ------ | --------- | ------------------------------------------- | ---- | ------------------- | ------------------- |
| 1ª-1ª  | 7 aprile  | Brignano Gera d'Adda > Brignano Gera d'Adda | 99,4 | Guillermo Bongiorno | Guillermo Bongiorno |
| 1ª-2ª  | 7 aprile  | Casazza > Colle Gallo (cron. individuale)   | 6,6  | Riccardo Riccò      | Riccardo Riccò      |
| 2ª     | 9 aprile  | Roncadelle > Roncadelle                     | 162  | Riccardo Riccò      | Riccardo Riccò      |
| 3ª     | 10 aprile | Trescore Balneario > Selvino                | 0    | Freddy González     | Riccardo Riccò      |
| Totale | Totale    | Totale                                      | 276  |                     |                     |

## Dettagli delle tappe

### 1ª tappa - 1ª semitappa
- 7 aprile: Brignano Gera d'Adda > Brignano Gera d'Adda – 99,4 km

| Pos. | Corridore           | Squadra                    | Tempo    |
| ---- | ------------------- | -------------------------- | -------- |
| 1    | Guillermo Bongiorno | Panaria                    | 2h06'05" |
| 2    | Giuseppe Palumbo    | Acqua & Sap.               | s.t.     |
| 3    | René Weissinger     | Volksbank Leingruber Ideal | s.t.     |

| Pos. | Corridore           | Squadra | Tempo    |
| ---- | ------------------- | ------- | -------- |
| 1    | Guillermo Bongiorno | Panaria | 2h06'05" |

### 1ª tappa - 2ª semitappa
- 7 aprile: Casazza > Colle Gallo (cron. individuale) – 6,6 km

| Pos. | Corridore                  | Squadra | Tempo  |
| ---- | -------------------------- | ------- | ------ |
| 1    | Riccardo Riccò             |         | 15'19" |
| 2    | Julio Alberto Pérez Cuapio | Panaria | a 18"  |
| 3    | Alexander Efimkin          |         | a 23"  |

| Pos. | Corridore      | Squadra | Tempo    |
| ---- | -------------- | ------- | -------- |
| 1    | Riccardo Riccò |         | 2h21'24" |

### 2ª tappa
- 9 aprile: Roncadelle > Roncadelle – 162 km

| Pos. | Corridore         | Squadra       | Tempo    |
| ---- | ----------------- | ------------- | -------- |
| 1    | Riccardo Riccò    |               | 4h01'10" |
| 2    | Alexander Efimkin |               | s.t.     |
| 3    | Marco Osella      | Androni Gioc. | s.t.     |

| Pos. | Corridore      | Squadra | Tempo    |
| ---- | -------------- | ------- | -------- |
| 1    | Riccardo Riccò |         | 6h22'34" |

### 3ª tappa
- 10 aprile: Trescore Balneario > Selvino – 0 km

| Pos. | Corridore        | Squadra           | Tempo    |
| ---- | ---------------- | ----------------- | -------- |
| 1    | Freddy González  | Relax Fuenlabrada | 3h21'04" |
| 2    | Marco Osella     | Androni Gioc.     | a 28"    |
| 3    | Giuseppe Palumbo | Acqua & Sap.      | a 38"    |

| Pos. | Corridore         | Squadra       | Tempo    |
| ---- | ----------------- | ------------- | -------- |
| 1    | Riccardo Riccò    |               | 9h44'16" |
| 2    | Alexander Efimkin |               | a 23"    |
| 3    | Marco Osella      | Androni Gioc. | a 29"    |

## Classifiche finali

### Classifica generale
| Pos. | Corridore                  | Squadra                               | Tempo    |
| ---- | -------------------------- | ------------------------------------- | -------- |
| 1    | Riccardo Riccò             |                                       | 9h44'16" |
| 2    | Alexander Efimkin          |                                       | a 23"    |
| 3    | Marco Osella               | Team Androni Giocattoli-3C Casalinghi | a 29"    |
| 4    | Freddy González            | Relax Fuenlabrada                     | a 36"    |
| 5    | Julio Alberto Pérez Cuapio | Ceramica Panaria-Navigare             | a 1'00"  |